# Rogača (Sopot)
Pour les articles homonymes, voir Rogača.

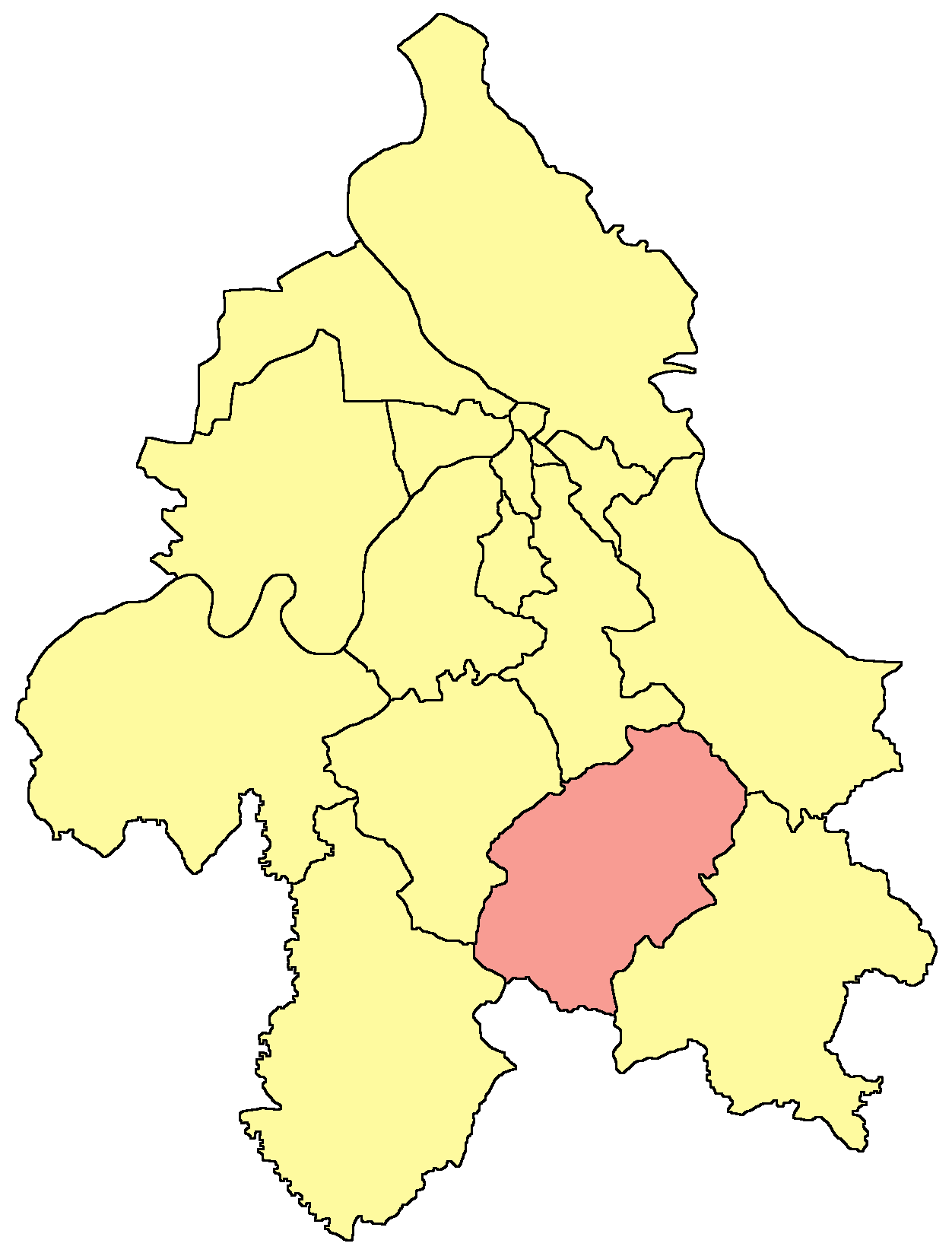
Localisation de la municipalité de Sopot dans la Ville de Belgrade

Rogača (en serbe cyrillique : Рогача) est un village de Serbie situé dans la municipalité de Sopot et sur le territoire de la Ville de Belgrade. Au recensement de 2011, il comptait 949 habitants.
Rogača est située sur les pentes occidentales du mont Kosmaj.

## Démographie

### Évolution historique de la population
| 1948  | 1953  | 1961  | 1971  | 1981  | 1991  | 2002  | 2011 |
| ----- | ----- | ----- | ----- | ----- | ----- | ----- | ---- |
| 1 762 | 1 740 | 1 665 | 1 380 | 1 330 | 1 271 | 1 046 | 949  |

|  |